# Концептуальна модель

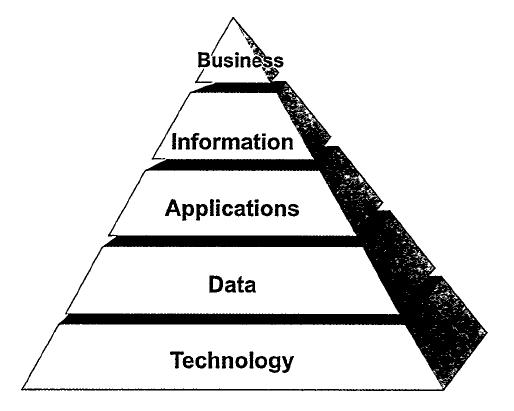
Концептуальна модель
1. Формулювання змістовного і внутрішнього представлення, що поєднує концепцію користувача й розробника моделі. Вона включає в явному виді логіку, алгоритми, припущення й обмеження.
2. Абстрактна модель, яка виявляє причинно-наслідкові зв'язки, властиві досліджуваному об'єктові в межах, визначених цілями дослідження. По суті, це формальний опис об'єкта моделювання, який відображає концепцію (погляд) дослідника на проблему.
Концептуальна модель — модель предметної області, що складається з переліку взаємопов'язаних понять, що використовуються для опису цієї області, разом з властивостями й характеристиками, класифікацією цих понять, за типами, ситуацій, ознаками в даній області і законів протікання процесів в ній. (Тлумачний словник по штучному інтелекту)
Концептуальна (змістовна) модель — це абстрактна модель, що визначає структуру модельованої системи, властивості її елементів і причинно-наслідкові зв'язки, властиві системі і суттєві для досягнення мети моделювання.

## Основні елементи концептуальної моделі
- умови функціонування об'єкта, визначені характером взаємодії між об'єктом і його оточенням, а також між елементами об'єкта;
- мета дослідження об'єкта та напрямок покращення його функціонування;
- можливості керування об'єктом, визначення складу керованих змінних об'єкта.